# شهرستان اورداباسی
اورداباسی (به قزاقی: Ордабасы ауданы، ورداباسى اۋدانى) یک شهرستان در قزاقستان است که در استان ترکستان واقع شده‌است.

## خصوصیات
اورداباسی ۱۱۴٬۲۰۳ نفر جمعیت دارد.